# Ugo Maria Morosi
Ugo Maria Morosi (Imperia, 8 giugno 1941 – Roma, 22 dicembre 2023) è stato un attore e doppiatore italiano.

## Biografia
Ugo Maria Morosi era rispettivamente figlio e nipote di Mario e Ugo Morosi. i due orfani salvati dalle macerie del terremoto di Messina del 1908 dal poeta Giulio Gianelli, che scrisse appositamente per loro la Storia di Pipino nato vecchio e morto bambino. Doppiò noti attori quali Gérard Depardieu, Morgan Freeman, Martin Sheen e Dennis Hopper. Come attore teatrale è ricordato per aver interpretato il ruolo di Toto nel musical Aggiungi un posto a tavola nel 1974 e nella ripresa del 1977, accanto a Johnny Dorelli, Paolo Panelli e Bice Valori. È deceduto il 22 dicembre 2023, all'età di 82 anni a Roma.

## Filmografia parziale
- Chimera, regia di Ettore Maria Fizzarotti (1968)
- Hai visto mai?, regia di Enzo Trapani (1973)
- Corruzione al palazzo di giustizia, regia di Marcello Aliprandi (1974)
- Gli occhi del drago - miniserie TV, regia di Piero Schivazappa (1977)
- Come perdere una moglie... e trovare un'amante, regia di Pasquale Festa Campanile (1978)
- Adua, regia di Dante Guardamagna (1981)
- Investigatori d'Italia, regia di Paolo Poeti – miniserie TV (1987)

## Teatrografia
- Aggiungi un posto a tavola - commedia musicale di Garinei e Giovannini (1977)
- Mille franchi di ricompensa - commedia musicale (1991)

## Doppiaggio

### Cinema
- Morgan Freeman in A spasso con Daisy, Il cavaliere oscuro - Il ritorno, Oblivion
- Al Pacino in Hangman - Il gioco dell'impiccato, Danny Collins - la canzone della vita
- Gérard Depardieu in La carica dei 102 - Un nuovo colpo di coda, Asterix e Obelix - Missione Cleopatra
- Jim Broadbent in Il giro del mondo in 80 giorni, Indiana Jones e il regno del teschio di cristallo
- Alan Bates in The Mothman Prophecies - Voci dall'ombra, Al vertice della tensione
- Nick Nolte in Warrior, Gangster Squad
- David Warner in Titanic, Il ritorno di Mary Poppins
- Brendan Gleeson in A.I. - Intelligenza artificiale, Ritorno a Cold Mountain (entrambi i doppiaggi)
- John Hurt in Il mandolino del capitano Corelli, Oxford Murders - Teorema di un delitto
- Danny Glover in I Tenenbaum
- Harris Yulin in Training Day
- John Goodman in Il grande Lebowski
- Dennis Hopper in Una vita al massimo
- Billy Connolly in L'ultimo samurai
- Bruno Ganz in Heidi
- Richard Bremmer in Harry Potter e la pietra filosofale
- Billy Crystal in Hamlet
- Jon Voight in Animali fantastici e dove trovarli
- Christopher Lloyd in Cosa fare a Denver quando sei morto
- Michael Parks in Django Unchained
- William Devane in Space Cowboys
- Terence Stamp in Bowfinger
- John Spencer in The Rock
- Ossie Davis in Il dottor Dolittle
- Voce narrante in 3ciento - Chi l'ha duro... la vince
- Robert Davi in Die Hard - Trappola di cristallo

### Televisione
- Dieter Laser ne Il Clown

### Film d'animazione
- Fergus in Ribelle - The Brave
- Voce narrante in Capitan Harlock
- Il manager in Goool!
- Hattori in Si alza il vento
- Hank in Alla ricerca di Dory
- Obelix in Le 12 fatiche di Asterix

### Videogiochi
- Hank in Disney Infinity 3.0 (2015)[3]